# Eupalaestrus campestratus
Eupalaestrus campestratus là một loài nhện trong họ Theraphosidae.
Loài này thuộc chi Eupalaestrus. Eupalaestrus campestratus được Eugène Simon miêu tả năm 1891.